# Kebbé nayé

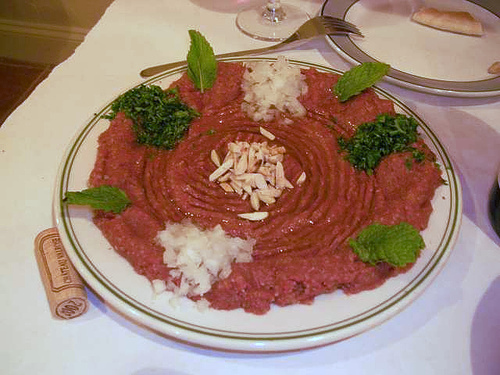
Un plat de kebbé nayé.

Le kebbé nayé (en arabe : كبة نية, ou كبة ني) est un mets de la cuisine levantine traditionnellement à base d'agneau. il est originaire d'Alep, en Syrie.
Il s'agit d'un tartare de viande d'agneau pilée très finement, agrémentée de blé concassé (boulghour), d'oignons, de menthe et d'épices (poivre, cumin, cannelle). Le tout est généralement pilé à nouveau et servi avec de l'huile d'olive, de la menthe fraîche et des oignons blancs et mangé avec du pain pita.